# World Popular Song Festival 1986
Het World Popular Song Festival 1986 was de zeventiende editie van het World Popular Song Festival. Het werd gehouden in Tokio, Japan op 26 oktober 1986. Uiteindelijk trokken de Verenigde Staten voor de vierde maal aan het langste eind. De top 3 werd vervolledigd door Indonesië en Noorwegen.
Dit jaar was er ook een speciale prijs voor de beste Japanse inzending. Dit was een lied dat de finale moest gehaald hebben. Deze is niet meegerekend in de resultaten.

## Deelnemende landen
12 landen van over de hele wereld hadden zich ingeschreven voor de zeventiende editie van het festival. Het laagste tot dan toe. België was van de partij. Nederland trok zich terug.
België en eindigde in de bovenste helft van de tabel, namelijk de vijfde plaats.

## Overzicht

### Beste Japanse inzending
| Land  | Taal   | Artiest   | Lied                 |
| ----- | ------ | --------- | -------------------- |
| Japan | Japans | Kenji Ono | Ashitayuki no ressha |

### Finale
| Plaats | Land                | Taal        | Artiest                | Lied                               |
| ------ | ------------------- | ----------- | ---------------------- | ---------------------------------- |
| 1      | Verenigde Staten    | Engels      | Stacy Lattisaw         | Longshot                           |
| 2      | Indonesië           | Indonesisch | Harvey Malaihollo      | Seandainya selalu satu             |
| 3      | Noorwegen           | Engels      | Kate                   | Carnival                           |
| 4      | Japan               | Engels      | Sasori-Za              | Come to me, blancoli!              |
| 5      | België              | Frans       | Sandra Kim             | Liberté                            |
| 6      | Italië              | Italiaans   | Eros Ramazzotti        | Emozione dopo emozione             |
| 7      | Canada              | Engels      | Honeymoon Suite        | Those were the days                |
| 8      | Japan               | Engels      | The Fifties            | Party night                        |
| 9      | Frankrijk           | Engels      | Anne Pigalle           | Where the sun meets the sea        |
| 10     | Verenigd Koninkrijk | Engels      | The Flaming Mussolinis | Angels fall down                   |
| 11     | Mexico              | Spaans      | Pandora                | Adorable ladron                    |
| 12     | Brazilië            | Portugees   | Leila Pinheiro         | Ponto de luz                       |
| 13     | Verenigde Staten    | Engels      | Tom DeLuca             | 57 Chevy                           |
| 14     | China               | Engels      | Liu Xinru              | Praying for world peace            |
| 15     | Japan               | Engels      | Full House             | Sad and blue                       |
| 16     | Japan               | Engels      | Fujimura               | Beauty in flowers, beauty in words |
| 17     | Verenigd Koninkrijk | Engels      | Simone                 | Live dangerously                   |

1970 · 1971 · 1972 · 1973 · 1974 · 1975 · 1976 · 1977 · 1978 · 1979 · 1980 · 1981 · 1982 · 1983 · 1984 · 1985 · 1986 · 1987 · 1988 · 1989